# Roca del Migdia (les Planes d'Hostoles)
La Roca del Migdia és una muntanya de 787 metres que es troba entre els municipis de les Planes d'Hostoles i de Sant Aniol de Finestres, a la comarca catalana de la Garrotxa.